# Vasile Matei
Vasile Matei (n. 23 noiembrie 1939, Bucecea, județul Botoșani) este un fost deputat român în legislatura 1992-1996, ales în județul Caraș-Severin pe listele  PUNR. Vasile Matei a fost reales în legislatura 1996-2000 pe listele PUNR dar a devenit deputat independent din februarie 1998. În legislatura 1996-2000, Vasile Matei a fost membru în grupurile parlamentare de prietenie cu Republica Africa de Sud, Republica Belarus și Republica Islamică Pakistan.